# Archiborborus albicans
Archiborborus albicans är en tvåvingeart som beskrevs av Richards 1931. Archiborborus albicans ingår i släktet Archiborborus och familjen hoppflugor. Inga underarter finns listade i Catalogue of Life.